# بويغدالبا
بلدية بوجدالبير (بالكاتالانية: Puigdàlber) هي إحدى بلديات مقاطعة برشلونة، والتي تقع في منطقة كاتالونيا، شرق إسبانيا.
يبلغ عدد سكانها 449 نسمة وفقاً لإحصائية سنة (2007).